# Мария Анна Баварска (1734 – 1776)
Вижте пояснителната страница за други личности с името Мария Анна Баварска.
Мария Анна Йозефа Августа Баварска (на немски: Maria Anna Josepha Augusta von Bayern; * 7 август 1734, дворец Нимфенбург; † 7 май 1776,Мюнхен) от фамилията Вителсбахи, е баварска принцеса и чрез женитба маркграфиня на Баден-Баден.

## Живот
Дъщеря е на курфюрст и по-късен император Карл VII Албрехт (1697 – 1745) и съпругата му Мария Амалия (1701 – 1756), дъщеря на император Йозеф I. По-малката ѝ сестра Мария Йозефа се омъжва през 1765 г. за император Йозеф II.
Принцеса Мария Анна се омъжва на 10 юли 1755 г. в Етлинген за маркграф Лудвиг Георг Симперт фон Баден-Баден (1702 – 1761), син на Лудвиг Вилхелм, маркграф на Баден-Баден. Тя е втората му съпруга. Бракът остава бездетен.
След смъртта на нейния съпруг Мария Анна се връща в Мюнхен и живее до смъртта си в двора на брат си Максимилиан III. Заедно с нейната сестра Мария Антония и нейната снаха Мария Анна тя превежда през 1773 г. на немски драмата „L'Indigent“ на Мерсие под името „Der Nothleidende“.
Мария Анна умира на 41 години и е погребана в мюнхенската Театинска църква. Сърцето и е погребано отделно и се намира в Гнаденкапелата на Алтьотинг.